# Troy Stetina
Troy Stetina (né le 16 novembre 1963) est un guitariste et professeur de musique américain, crédité sur plus de 35 méthodes de rock et metal, dont les ventes totales sont de plus d'un million d'unités. 
Il travaille dans son studio d’enregistrement Artist Underground, à Milwaukee, dans le Wisconsin. Son groupe actuel est Second Soul et opère dans un side-project, un groupe de metal progressif Dimension X.
Il fut le directeur du Rock Guitar Studies au conservatoire de musique de Wisconsin, ainsi que rédacteur pour le magazine Guitar One, et enseigne maintenant de façon indépendante.

## Speed Mechanics for Lead Guitar
Il publie Speed Mechanics for Lead Guitar  (ISBN 0-7935-0962-9) en 1990, dans le but d’enseigner les techniques de guitare solo, comment s’entrainer et augmenter la créativité. Il est divisé en trois parties : « Mécaniques », « Rythme » et « Créativité ».
Il inclut une version rock  du Vol du bourdon par Nikolaï Rimski-Korsakov, du Caprice no 10 par Niccolò Paganini et du Prélude en ré[précision nécessaire] par Jean-Sébastien Bach.

## Groupes associés
- Second Soul
- Dimension X
- Exottica
- Set the World on Fire

## Leçons de guitare: Livre, Livre/CD & DVD
- Metal Rhythm Guitar Volume 1
- Metal Rhythm Guitar Volume 2
- Thrash Guitar Method
- Metal Lead Guitar Primer
- Metal Lead Guitar Volume 1
- Metal Lead Guitar Volume 2
- Metal Guitar Tricks
- Speed Mechanics for Lead Guitar
- Fretboard Mastery
- Secrets to Writing Killer Metal Songs
- Total Rock Guitar
- The Ultimate Scale Book
- The Ultimate Barre Chord Guide
- Left-Handed Guitar
- Left-Handed Guitar
- Beginning Rock Rhythm Guitar - DVD
- Beginning Rock Rhythm Guitar - VHS
- Beginning Rock Rhythm Guitar - book (Anglais)
- Beginning Rock Rhythm Guitar - book (Espagnol)
- Beginning Rock Lead Guitar - DVD
- Beginning Rock Lead Guitar - VHS
- Beginning Rock Lead Guitar - book (Anglais)
- Beginning Rock Lead Guitar - book (Espagnol)
- Troy Stetina's Guitar Lessons: Hard Rock
- Troy Stetina's Guitar Lessons: Funk Rock
- The Very Best of Ozzy Osbourne (avec Randy Rhoads, Jake E. Lee & Zakk Wilde)
- Best of Foo Fighters
- Best of Rage Against The Machine
- Best of Black Sabbath
- Best of Black Sabbath - DVD
- Best of Aggro-Metal
- Deep Purple Greatest Hits
- Modern Rock - DVD
- Hard Rock - DVD